# Pokal evropskih prvakov 1991/92 (hokej na ledu)
Pokal evropskih prvakov 1991/92 je sedemindvajseta sezona hokejskega pokala, ki je potekal med 11. oktobrom in 30. decembrom 1992. Naslov evropskega pokalnega zmagovalca je osvojil klub Djurgårdens IF, ki je v finalu premagal Düsseldorfer EG.

## Tekme

### Prvi krog

#### Skupina A
(Sofija, Bolgarija)
| 1. klub           | Rezultat | 2. klub           |
| ----------------- | -------- | ----------------- |
| Herning IK        | 2:6      | TMH Polonia Bytom |
| Vålerenga         | 7:0      | Durham Wasps      |
| Herning IK        | 9:2      | Durham Wasps      |
| Vålerenga         | 4:2      | TMH Polonia Bytom |
| Herning IK        | 6:9      | Vålerenga         |
| TMH Polonia Bytom | 10:2     | Durham Wasps      |

##### Lestvica
| Poz | Klub              | Točke |
| 1   | Vålerenga         | 6     |
| 2   | TMH Polonia Bytom | 4     |
| 3   | Herning IK        | 2     |
| 4   | Durham Wasps      | 0     |

#### Skupina B
(Bukarešta, Romunija)
| 1. klub             | Rezultat | 2. klub         |
| ------------------- | -------- | --------------- |
| Hertz Olimpija      | 3:2      | Ferencvárosi TC |
| HC Steaua Bucureşti | 8:1      | Slavija Sofija  |
| Hertz Olimpija      | 8:0      | Slavija Sofija  |
| HC Steaua Bucureşti | 6:4      | Ferencvárosi TC |
| Ferencvárosi TC     | 8:4      | Slavija Sofija  |
| HC Steaua Bucureşti | 0:6      | Hertz Olimpija  |

##### Lestvica
| Poz | Klub                | Točke |
| 1   | Hertz Olimpija      | 6     |
| 2   | HC Steaua Bucureşti | 4     |
| 3   | Ferencvárosi TC     | 2     |
| 4   | Slavija Sofija      | 0     |

#### Skupina C
(Milano, Italija)
| 1. klub                       | Rezultat | 2. klub                       |
| ----------------------------- | -------- | ----------------------------- |
| Rouen HC                      | 13:0     | CH Jaca                       |
| HC Milano Saima               | 9:1      | Peter Langhout Reizen Utrecht |
| Rouen HC                      | 5:2      | Peter Langhout Reizen Utrecht |
| HC Milano Saima               | 17:2     | CH Jaca                       |
| Peter Langhout Reizen Utrecht | 7:0      | CH Jaca                       |
| HC Milano Saima               | 4:2      | Rouen HC                      |

##### Lestvica
| Poz | Klub                          | Točke |
| 1   | HC Milano Saima               | 6     |
| 2   | Rouen HC                      | 4     |
| 3   | Peter Langhout Reizen Utrecht | 2     |
| 4   | CH Jaca                       | 0     |

### Drugi del

#### Skupina D
(Bern, Švica)
| 1. klub        | Rezultat | 2. klub           |
| -------------- | -------- | ----------------- |
| Dinamo Moskva  | 6:0      | TMH Polonia Bytom |
| SC Bern        | 3:2      | Hertz Olimpija    |
| SC Bern        | 4:7      | Dinamo Moskva     |
| Hertz Olimpija | 2:1      | TMH Polonia Bytom |
| SC Bern        | 4:0      | TMH Polonia Bytom |
| Dinamo Moskva  | 6:2      | Hertz Olimpija    |

##### Lestvica
| Poz | Klub              | Točke |
| 1   | Dinamo Moskva     | 6     |
| 2   | SC Bern           | 4     |
| 3   | Hertz Olimpija    | 2     |
| 4   | TMH Polonia Bytom | 0     |

#### Skupina E
(Düsseldorf, Nemčija)
| 1. klub         | Rezultat | 2. klub             |
| --------------- | -------- | ------------------- |
| HC Milano Saima | 4:2      | TPS Turku           |
| Düsseldorfer EG | 21:0     | HC Steaua Bucureşti |
| TPS Turku       | 8:0      | HC Steaua Bucureşti |
| Düsseldorfer EG | 5:3      | HC Milano Saima     |
| HC Milano Saima | 11:1     | HC Steaua Bucureşti |
| Düsseldorfer EG | 7:3      | TPS Turku           |

##### Lestvica
| Poz | Klub                | Točke |
| 1   | Düsseldorfer EG     | 6     |
| 2   | HC Milano Saima     | 4     |
| 3   | TPS Turku           | 2     |
| 4   | HC Steaua Bucureşti | 0     |

#### Skupina F
(Piešťany, Češkoslovaška)
| 1. klub        | Rezultat | 2. klub        |
| -------------- | -------- | -------------- |
| Rouen HC       | 3:2      | Djurgårdens IF |
| Dukla Jihlava  | 1:2      | Vålerenga      |
| Djurgårdens IF | 9:0      | Vålerenga      |
| Dukla Jihlava  | 5:6      | Rouen HC       |
| Dukla Jihlava  | 1:3      | Djurgårdens IF |
| Vålerenga      | 2:1      | Rouen HC       |

##### Lestvica
| Poz | Klub           | Točke |
| 1   | Djurgårdens IF | 4     |
| 2   | Rouen HC       | 4     |
| 3   | Vålerenga      | 4     |
| 4   | Dukla Jihlava  | 0     |

## Finalni del
(Düsseldorf, Nemčija)

#### Tretji del

##### Skupina A
| 1. klub         | Rezultat | 2. klub  |
| --------------- | -------- | -------- |
| Düsseldorfer EG | 2:0      | SC Bern  |
| Düsseldorfer EG | 6:3      | Rouen HC |
| Rouen HC        | 2:2      | SC Bern  |

###### Lestvica
| Poz | Klub            | Točke |
| 1   | Düsseldorfer EG | 6     |
| 2   | SC Bern         | 1     |
| 3   | Rouen HC        | 1     |

##### Skupina B
| 1. klub        | Rezultat | 2. klub         |
| -------------- | -------- | --------------- |
| Dinamo Moskva  | 8:3      | HC Milano Saima |
| Djurgårdens IF | 7:2      | HC Milano Saima |
| Djurgårdens IF | 4:3      | Dinamo Moskva   |

###### Lestvica
| Poz | Klub            | Točke |
| 1   | Djurgårdens IF  | 4     |
| 2   | Dinamo Moskva   | 2     |
| 3   | HC Milano Saima | 0     |

#### Za tretje mesto
| 1. klub       | Rezultat | 2. klub |
| ------------- | -------- | ------- |
| Dinamo Moskva | 6:1      | SC Bern |

#### Finale
| 1. klub         | Rezultat | 2. klub        |
| --------------- | -------- | -------------- |
| Düsseldorfer EG | 2:7      | Djurgårdens IF |